# Seznam kitajskih politikov
Seznam kitajskih politikov.

## B
- Bo Gu
- Bo Šilaj (Bo Xilai)
- Bo Yibo

## C
- Caj Hesen
- Cao Rulin
- Cen Čunšuan

## CH (Č)
- Čang Čun
- Čangsun Vudži
- Čen Boda
- Čen Dušju
- Čen Gongbo
- Čen Tančju
- Čen Šiljan
- Čen Ji
- Čen Jun
- Čeong Fatt Tdze
- Qin Gang (Čin Gang)
- Čjang Kajšek (Džjang Džješi)
- Ču Čjubaj

## D
- Daj Li
- Deng Jingčao (Deng Yingchao)
- Deng Šjaoping (Deng Xiaoping)
- Dong Bivu (Dong Biwu)
- Dou Šjan
- Džang Čunčjao
- Džu De (Zhu De)

## F
- Feng Juhsjang =? Feng Guodžang/Feng Kuočang

## G
- Gao Gang
- Gu Mu

## H
- Han Dženg
- Hang Jau
- Hu Čunhua
- Hu Hanmin
- Hu Džintao
- Hu Džueven
- Hu Čjaomu
- Hu Čuili
- Hu Jaobang
- Hua Guofeng
- Huang Džu

## J (DŽ)
- Dži Pengfej
- Džja Čunvang
- Džjang Čing
- Džjang Čuing
- Džjang Dzemin

## K
- Kang Šeng
- Kang Jouvej

## L
- Li Čjang
- Li Da
- Li Dadžao
- Li Dešeng
- Li Yuanchao
- Li Kečjang
- Li Lisan
- Li Peng
- Li Ruihuan
- Li Tiejing
- Li Šiannjan
- Li Juanhong
- Lin Bjao
- Lin Boču (Lin Boqu)
- Lin Sen
- Li Veihan
- Li Džanšu
- Li Dzongren
- Li Vejhan
- Lju Bočeng
- Lju Čih
- Lju He
- Lju Šaoči
- Lu Dzongju
- Luo Ronghuan
- Luo Džanglong

## M
- Mao Cetung

## N
- Ngapoi Ngavang Džigme

## P
- Peng Dehuaj
- Peng Šudži
- Peng Džen

## Q (Č)
- Ču Čjubaj
- Qin Gang

## R
- Rong Yiren

## S
- Sajfuding Ajdzedzi (Sejpidin)
- Song Čingling (Sung Čingling)
- Song Ping
- Song Renqiong
- Ši Cuntong
- Sun Čunlan
- Sun Ke
- Sun Jatsen

## T
- Tan Pingšan
- Tuan Čidžui

## U
- Ulanhu (Mongolec)

## W (V)
- Van Li (Wan Li)
- Vang Anši
- Vang Hebo
- Vang Hongven
- Vang Ji
- Wang Qishan
- Vang Džingvei
- Vang Huning
- Vang Ming
- Vang Džen
- Vei Guočing
- Vei Džing
- Ven Džjabao
- Vu Banguo
- Vu De
- Vu Guišjan

## X (Š)
- Ši Džinping
- Ši Šuančjan?
- Šiang Jing
- Šjang Džongfa
- Šje Džuedzaj
- Šu Deheng
- Šu Šičang

## Y (J)
- Jang Čengvu?
- Jao Venjuan
- Jao Jilin
- Jang Šangkun
- Jang Šjufeng
- Čen Jongui
- Ju Čjuli
- Juan Šikaj

## ZH (DŽ)
- Džang Bodžun
- Džang Dzuolin
- Džang Džjandži
- Džang Gaoli
- Džang Guotao
- Džang Tajlei
- Džang Ventjan
- Džao Cangbi
- Džao Dzijang
- Džao Vendžuan
- Džou Enlaj
- Džou Fohaj
- Džou Džjanren
- Džou Dziči
- Džu De
- Džu Rongdži
- Dzou Džiahua